# Непорочное Зачатие (Мурильо)
«Непорочное зачатие», или «Непорочное зачатие (Сульта)», или «Непорочное зачатие de los Venerables» (исп. La Inmaculada de los Venerables) — картина испанского художника Бартоломе Эстебана Мурильо, написанная около 1678 года. Полотно находится в музее Прадо в Мадриде.

## История
Полотно «Непорочное зачатие (Почтенных священнослужителей)» было заказано Бартоломе Эстебану Мурильо каноником Севильского кафедрального собора Жюстино де Неве для хосписа для престарелых священников («de los Venerables Sacerdotes») в Севилье. Начиная с XVI века в Испании было распространено особое почитание и преданность католической догме непорочного зачатия Девы Марии. Образ Непорочного зачатия провозглашался защитой Испании.
С 1810 году картина находилась в Севильском Алькасаре. Во время наполеоновских войн картина вместе со множеством других произведений искусства была реквизирована французским маршалом Никола Жан де Дьё Сультом и в 1813 году оказалась в Париже в коллекции Сульта. После смерти маршала в мае 1851 года его наследники продали картину из коллекции Сульта французскому государству за 615 300 франков, что составляло значительную сумму для того времени. Картина экспонировалась в Лувре.
В 1941 году правительство Виши обменяло картину на знаменитую картину Веласкеса «Портрет королевы Марианны Австрийской». С тех пор «Непорочное зачатие» находится в музее Прадо. В 2007—2009 годах картина была отреставрирована.

## Описание

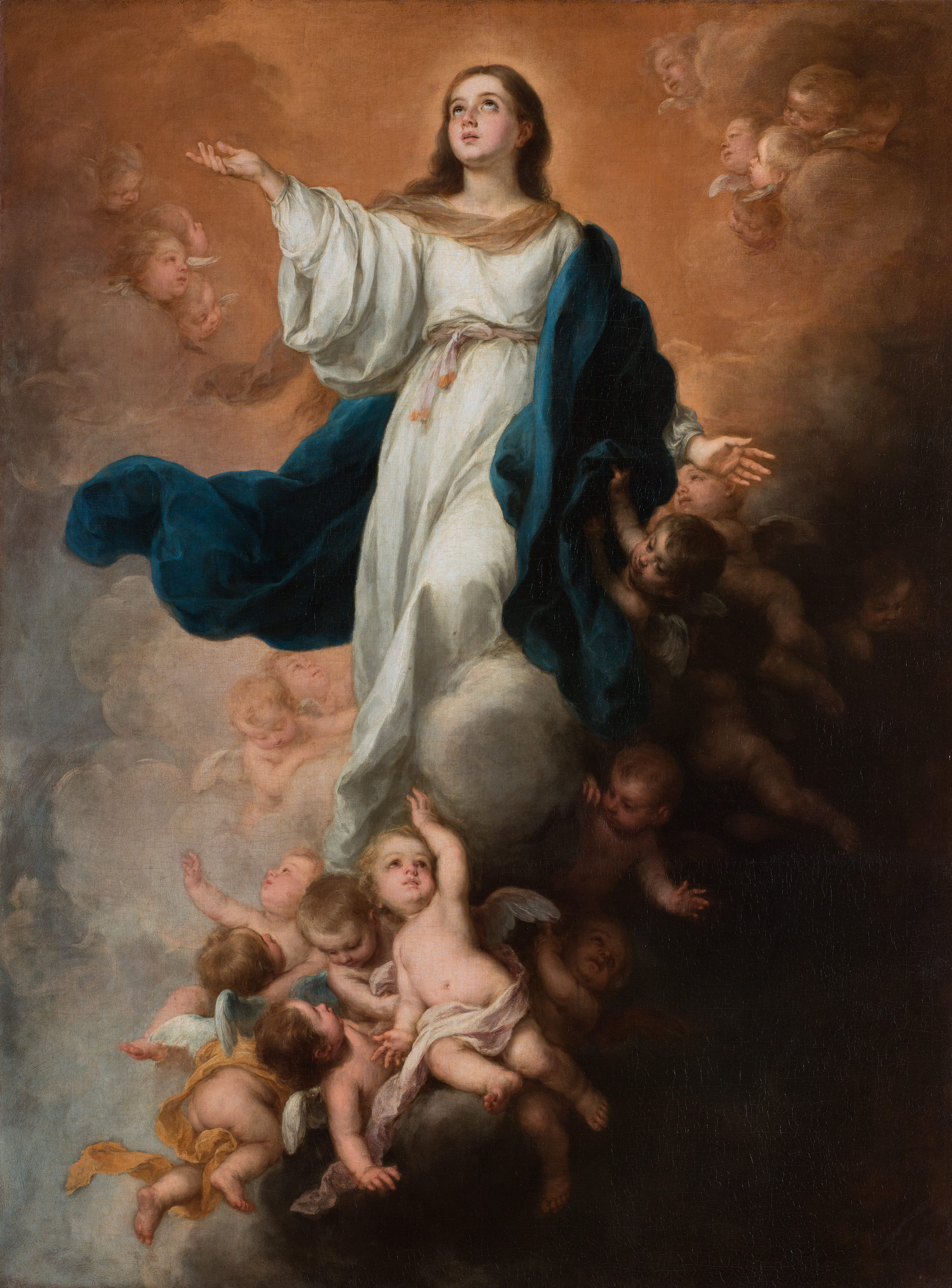
«Непорочное зачатие (Уолпола)» Мурильо, ок. 1680. Эрмитаж (Санкт-Петербург).

Мурильо за свою жизнь написал около двух дюжин полотен «Непорочного зачатия». В большинстве из них Дева Мария изображена в белом одеянии и синей мантии. На картине «de los Venerables» юная прекрасная Дева Мария стоит на полумесяце, скрестив руки на груди, её взгляд устремлён на небеса. Она как бы легко возносится на небо в окружении света, облаков и ангелов. В манере Мурильо было смешение Непорочного зачатия и Вознесения. «Непорочное зачатие de los Venerables» является одним из наиболее выразительных полотен «Непорочного зачатия» живописца. Оно отличается своей триумфальной направленностью и полным отсутствием традиционных символов башни Давида, запечатанный фонтан, пальмы либо кипарис. Эти символы в своё время были представлены в изначальной раме картины, которая до сих пор находится в Севильи в резиденции «de los Venerables Sacerdotes» (ныне музей). Близкая по иконографии картина «Непорочное зачатие» Мурильо находится в музее Эрмитаж в Санкт-Петербурге.